# Matinlampi
Matinlampi este o arie protejată (arie specială de conservare — SAC, sit de importanță comunitară — SCI) din Finlanda întinsă pe o suprafață de 0,5 ha, integral pe uscat.

## Localizare
Centrul sitului Matinlampi este situat la coordonatele 61°13′37″N 26°46′38″E / 61.2269°N 26.7772°E.

## Înființare
Situl Matinlampi a fost declarat sit de importanță comunitară în iunie 2005 pentru a proteja 1 specie de plante. Situl a fost protejat și ca arie specială de conservare în aprilie 2015.

## Biodiversitate
Situată în ecoregiunea boreală, aria protejată conține 2 habitate naturale: Cursuri de apă de la nivel de câmpie la nivel montan, cu vegetație Ranunculion fluitantis și Callitricho-Batrachion, Mlaștini împădurite.
La baza desemnării sitului se află o specie protejată de  plante: Herzogiella turfacea.
Pe lângă speciile protejate, pe teritoriul sitului au mai fost identificate 1 specie de plante.